# Georg Joseph Beer

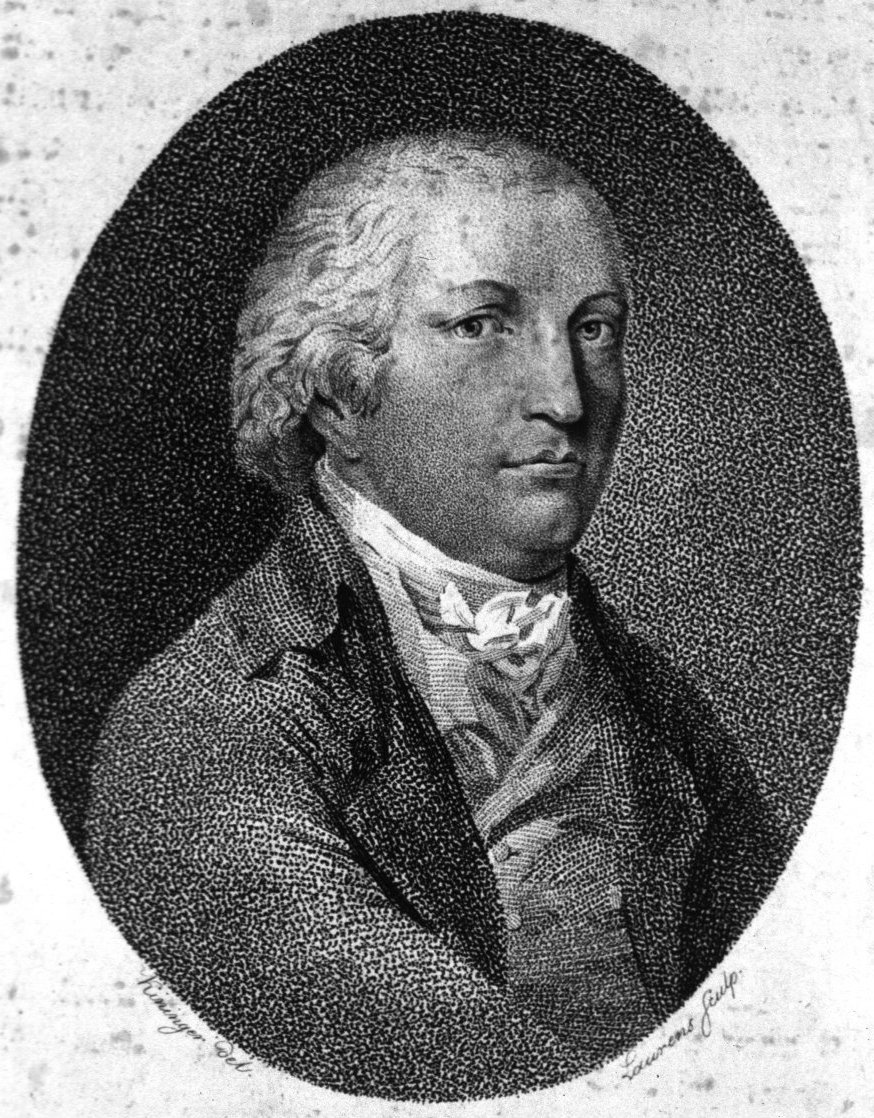
Georg Joseph Beer

Georg Joseph Beer (* 23. Dezember 1763 in Wien; † 11. April 1821 ebenda), auch (Georg) Josef Beer und kurz Joseph Beer, war ein österreichischer Augenarzt und Hochschullehrer, der aufgrund seines operativen Könnens Weltruf erlangte.
Georg Joseph Beer schuf die Grundlagen der wissenschaftlich fundierten Augenheilkunde. Er gründete 1813 in Wien die erste Universitäts-Augenklinik.

## Lebenslauf
Georg Joseph Beer wurde in Wien geboren. Sein Vater war Verwalter des Königin-Klosters am Wiener Josephsplatz, und er verpflichtete den Sohn frühzeitig zu einer klerikalen Laufbahn und zum Studium der Theologie. Dessen naturwissenschaftliche und künstlerische Neigungen setzten sich aber durch, und er begann, als anatomischer Zeichner und Demonstrator für den Augenarzt und Anatomen Joseph Barth (1745–1818) zu arbeiten. Barth verweigerte dem in die Augenheilkunde drängenden Beer jegliche ophthalmologische Ausbildung. Beer überwarf sich nach siebenjähriger Dienstzeit schließlich mit Barth und begann 1782 in Wien ein Medizinstudium, das er nach drei Jahren voll materieller Not erfolgreich abschloss.
Im Jahr 1786 wurde er promoviert und eröffnete in seiner Wohnung eine augenärztliche Praxis, in der er zwei Zimmer für die kostenlose stationäre Behandlung mittelloser Patienten nützte und diese auch aus seiner Tasche verpflegte. Auch wenn er nun keine finanziellen Sorgen mehr hatte, so musste er in den folgenden Jahren schwere Anfeindungen von seinen Konkurrenten Barth (sein ehemaliger Lehrer) und dessen Schüler Johann Adam Schmidt (1759–1809) überstehen. Beer selbst wiederum übte häufig auf herablassende Weise Kritik an seinen Kollegen und ließ kaum jemanden ungeschoren.
Ausgenommen blieben nur die relativ wenigen von ihm anerkannten und verehrten Wissenschaftler.
Seinen Kommentar zum Werk Monographie des grauen Staares seines ehemaligen Schülers Traugott Wilhelm Benedict (1785–1862), ab 1812 Professor für Chirurgie und Augenheilkunde in Breslau, schließt Beer 1815 mit den Worten: „Wahrlich! Erzeugte ein jedes Schuljahr eine einzige solche Missgeburt bei Schülern, man müsste es bald mehr als satt werden zu lehren“. An seinen Verlegern ließ er kein gutes Haar, so dass diese von Werk zu Werk wechselten, und selbst den Klerus kritisierte er mit scharfen Worten.
Trotz aller Hindernisse schaffte Beer es schließlich, sich als Augenarzt und als ophthalmologischer Lehrer zu bewähren; sein Ruf wuchs und 1802 konnte er sich als Privatdozent habilitieren. Außerdem war er schon ab 1801 korrespondierendes Mitglied der Göttinger Akademie der Wissenschaften. Bis 1803 hatte er bereits 289 Ärzte im Rahmen von „Privatkursen über Augenheilkunde“ unterrichtet. 1806 begann die Landesregierung Beers karitativen Einsatz für die Behandlung Armer zu honorieren; seine Praxis, die er 20 Jahre lang aus eigenen Mitteln unterhalten hatte, wurde in eine augenärztliche Ambulanz umgewandelt. Beer bekam ein Gehalt und arbeitete nun nebenbei als offizieller „Stadtarmen-Augenarzt“.
Sein größtes Ziel, die Abspaltung der Augenheilkunde von der Chirurgie zum selbständigen Fachgebiet, erwies sich als ein sehr schwieriger und langwieriger Prozess, den mächtige Gegner zu verhindern suchten. Wiederholte Vorschläge und schriftliche Anträge Beers, einen Lehrstuhl und eine Klinik für Augenheilkunde zu errichten, scheiterten jahrelang, bis 1812 die Regierung schließlich Beer zum außerordentlichen Professor der Augenheilkunde machte und eine Augenklinik genehmigte, die am 19. Januar 1813 mit zwei Zimmern mit je acht Betten ihren Betrieb aufnahm. Hier arbeitete Beer nun zusammen mit seinem Assistenten und Schwiegersohn Friedrich Jäger von Jaxtthal und machte die Klinik, die als erste Universitäts-Augenklinik überhaupt anzusehen ist, zur „Mutterstätte der europäischen Augenheilkunde“.
Viele große Augenärzte des 19. Jahrhunderts verbrachten hier einen Teil ihrer Ausbildung. Die Krönung seiner hartnäckigen Bemühungen war schließlich die ordentliche Professur Beers 1818. Er hatte nun alles erreicht: aus seinem Lehramt war ein Ordinariat geworden, Augenheilkunde war ein medizinisches Pflichtfach und wurde als fünfstündige Vorlesung über zwei Semester gelesen.
Die große Berühmtheit Beers in der medizinischen Welt beruhte auf seiner Lehrtätigkeit und seinen weit verbreiteten Lehrbüchern der Augenheilkunde. Er verknüpfte Lehre, Forschung und Praxis auf eine bis dahin ungewöhnliche Weise und seine Kurse und Vorlesungen zogen Studenten sowie Chirurgen (etwa Cajatan von Textor, der 1842 eine augenärztliche Abteilung an der Würzburger Universität etablierte) und Augenärzte, die sich fortbilden wollten, aus ganz Europa und sogar aus der neuen Welt nach Wien. Zu seinen bekannten Schülern gehörten auch Battista Quadri (1780–1851), ein als Vertreter der süditalienischen Schule wie Beer die Star-Extrationsmethode anwendender Mediziner, und Carl Ferdinand von Graefe.
Durch einen Schlaganfall mit Halbseitenlähmung wurde Beer 1819 arbeitsunfähig.

## Wissenschaftliches Werk
Beer schrieb 1791 seine Praktische Beobachtungen über verschiedene, vorzüglich aber jene Augenkrankheiten, welche aus allgemeinen Krankheiten des Körpers entspringen, worin sich bereits seine romantische Tendenz zum Bedürfnis nach „Ganzheit“ abzeichnete. Doch wurde dieses Buch genau wie seine Lehre der Augenkrankheiten von 1792 schlecht beurteilt, auch weil sie teilweise von Werken des Chirurgieprofessors August Gottlieb Richter (1742–1812) abgeschrieben waren. Beer erwähnte seine frühen Werke später dann auch mit keinem Wort mehr.
Sein Hauptwerk Lehre von den Augenkrankheiten, in zwei Bänden 1813 und 1817 erschienen, erntete dagegen umso mehr Lob. Es begründete die aufkommende wissenschaftliche Ophthalmologie des 19. Jahrhunderts. Das Werk trägt Züge der Naturphilosophie und des Brownianismus, fußt aber immer auf der klinisch-empirischen Anschauung der Wiener Schule. Beer war Brownianer, was sich in den theoretischen Konzepten seiner Arbeit nachweisen lässt und seine therapeutische Linie beherrschte. Aber auch der neuen naturphilosophischen Lehre, der „romantischen“ Strömung, die ab 1803 mit Macht auch an die Wiener Universitäten drängte, und bis ca. 1830 die medizinische Lehre in Wien beherrschte, konnte Beer sich nicht ganz entziehen. Wenig Anerkennung fanden die bibliographischen und medizinhistorischen Werke Beers.
Zu seinen chirurgischen Errungenschaften zählt sein Einsatz für die intrakapsuläre Starextraktion, einer Weiterentwicklung der Operation des Grauen Stars. Vorläufer wurde er auch mit der Entwicklung der Iridektomie zur künstlichen Pupillenbildung, die später von Albrecht von Graefe und Louis-Auguste Desmarres (1810–1882) übernommen wurde.

## Schriften (Auswahl)
- Praktische Beobachtungen über verschiedene, vorzüglich aber über jene Augenkrankheiten, welche aus allgemeinen Krankheiten des Körpers entspringen. Wappler, Wien 1791. (Digitalisat)
- Praktische Beobachtungen über den grauen Staar und die Krankheiten der Hornhaut. Wien 1791.
- Auszug aus dem Tagebuche eines praktischen Augenarztes. Bauer, Wien 1799. (Digitalisat)
- Repertorium Aller Bis Zu Ende Des Jahres 1797 Erschienenen Schriften Über Die Augenkrankheiten. Schaumburg, Wien 1799. (Digitalisat Teil 1), (Teil 2), (Teil 3)
- Pflege gesunder und geschwächter Augen, nebst einer Vorschrift, wie man sich bey plötzlichen Zufällen an den Augen, welche nicht eine eigentliche medicinisch-chirurgische Kenntniß fordern, selbst helfen kann. Weidmann, Wien/Leipzig 1800. (Digitalisat)
- B. J. Beers Ansicht der staphylomatösen Metamorphosen des Auges, und der künstlichen Pupillenbildung. Carmesina, Wien 1805. (Digitalisat)
- Lehre von den Augenkrankheiten. Camesina, Wien 1813. (Digitalisat Band 1), (Band 2)
- Geschichte der Augenkunde überhaupt, und der Augenheilkunde insbesondere. Von Haykul, Wien 1813. (Digitalisat)